# Sphaenorhynchus dorisae
A Sphaenorhynchus dorisae a kétéltűek (Amphibia) osztályának békák (Anura) rendjébe és a levelibéka-félék (Hylidae) családjába tartozó faj.

## Előfordulása
A faj Brazíliában, Ecuadorban, Kolumbiában, Peruban és valószínűleg Bolíviában él. Természetes élőhelye szubtrópusi vagy trópusi nedves síkvidéki erdők, folyók, mocsarak, édesvizű tavak, időszakos édesvizű tavak, édesvizű mocsarak, időszakos édesvizű mocsarak, pocsolyák.